# Rudolf Jordan
Pour les articles homonymes, voir Jordan.
Wilhelm Rudolf Jordan, né le 4 mai 1810 à Berlin et mort le 20 mars 1887 à Düsseldorf, est un peintre prussien spécialiste de scènes de genre.

## Famille
Rudolf Jordan est le fils du conseiller de justice berlinois André Charles Guillaume Jordan (Berlin 1778 - Berlin 1850) et de son épouse, née Wilhelmine Hielkert. C'est un descendant de Charles-Étienne Jordan (1700-1745), fils de huguenots et conseiller de Frédéric le Grand.
Rudolf Jordan épouse en premières noces Sophie von Mülmann (1811-1863), également peintre, de qui il a trois enfants; et en secondes noces Marie von Hanstein (1825-1885).
Il est enterré au cimetière du Nord (Nordfriedhof) de Düsseldorf.
Sa sœur Marie (1816-1889) était l'épouse de son ami le peintre Adolf Henning (de).

## Élèves
- Emil Ebers (de) (1807-1884)
- Ernestine Friedrichsen (en) (1824-1892)
- Julius Geertz (1837-1902)
- Albert Kindler (1833-1876)
- Heinrich Ludwig Philippi (1838-1874), peintre d'histoire et époux de sa nièce
- Rafael Ritz (1829-1894), peintre suisse
- Felix Schlesinger (de) (1833-1910), peintre d'enfants
- Hermann Sondermann (1832-1901)
- Benjamin Vautier (1829-1898)